# Bren Foster
Bren Foster, född 2 november 1976 i London, är en brittiskfödd australisk taekwondomästare och skådespelare.